# Carl Anton Larsen
Pour les articles homonymes, voir Larsen.
Carl Anton Larsen (1860-1924) était un marin norvégien explorateur de l'Antarctique et l'un des instigateurs de la chasse à la baleine. Il a fondé Grytviken en Géorgie du Sud et a donné son nom à la barrière de Larsen, au canal de Larsen et au mont Larsen (en).

## Biographie
Il quitte l'école à l'âge de 14 ans et rejoint son père à la mer. Il obtient sa licence de capitaine à 20 ans. Il dirige dès 1892 une expédition en Antarctique à bord du Jason (1892-1894) durant laquelle il découvre la Terre d'Oscar II.
Plus tard, il dirige le navire Antarctic, lors de l'expédition suédoise en Antarctique de 1901 à 1904. Durant cette mission, certains membres de son équipage hivernent pendant dix mois à Snow Hill Island et après que le navire s'est brisé sur la glace et coule, lui et son équipage passent un hiver (1903) sur l'île Paulet, survivant en mangeant des manchots et des phoques avant d'être secourus par la corvette argentine Uruguay.
En 1904, avec des capitaux argentins, norvégiens et britanniques, il crée la première compagnie baleinière d'Antarctique, la Compañía Argentina de Pesca, et en 1910, prend avec sa famille la nationalité britannique.